# إنريكي مارين
إنريكي مارين (بالإسبانية: Enrique Marín)‏ هو ملاكم كيك بوكسينغ إسباني، ولد في 2 سبتمبر 1986 في إشبيلية في إسبانيا.

## وصلات خارجية
- إنريكي مارين على موقع يو إف سي (الإنجليزية)
- إنريكي مارين على موقع شيردوغ (الإنجليزية)